# 棋靈王盃
棋靈王盃，台灣的圍棋比賽。台灣棋院主辦。
第一屆棋靈王盃於2002年舉行。終止於2004年共三屆。

## 賽制
第1，3屆3番棋，第2屆5番棋

## 獎金
- 冠軍獎金：12萬元；亞軍獎金：6萬元（第1屆）
- 冠軍獎金：10萬元；亞軍獎金：5萬元（第2，3屆）

## 歷屆冠亞軍
| 屆次 | 年份   | 冠軍   | 亞軍   | 備註 |
| ---- | ------ | ------ | ------ | ---- |
| 1    | 2002年 | 彭景華 | 林至涵 |      |
| 2    | 2003年 | 林至涵 | 陳永安 |      |
| 3    | 2004年 | 林至涵 | 黃祥任 |      |